# ناحیه رمانه
ناحیه رمانه (به عربی: الرمانة) یک منطقهٔ مسکونی در عراق است که در استان انبار واقع شده‌است.